# 1941年當選的皇家學會會士列表
本页面列出来1941年皇家学会新入选的会士。

## 會士列表
1. William Noel Benson（英语：William Noel Benson）[2]
2. 霍米·贾汗季·巴巴[3]
3. Edward Bullard（英语：Edward Bullard）[4]
4. 温斯顿·丘吉尔[5]
5. Cyril Dean Darlington（英语：Cyril Dean Darlington）[6]
6. Philip Ivor Dee（英语：Philip Ivor Dee）[7]
7. Sheldon Francis Dudley[8]
8. 约翰·卡鲁·埃克尔斯[9]
9. 霍華德·弗洛里，弗洛里男爵[10]
10. Alan Arnold Griffith（英语：Alan Arnold Griffith）[11]
11. Harry Work Melville（英语：Harry Work Melville）[12]
12. 李约瑟[13]
13. Albert Cherbury David Rivett（英语：Albert Cherbury David Rivett）[14]
14. Alexander Robertson（英语：Alexander Robertson (chemist)）[15]
15. Thomas Gerald Room（英语：Thomas Gerald Room）[16]
16. Arthur John Rowledge（英语：Arthur John Rowledge）[17]
17. Hugh Scott[18]
18. 弗朗西斯·西蒙[19]
19. Henry Gerard Thornton[20]
20. 勞勃·華生-瓦特[21]
21. Philip Bruce White（英语：Philip Bruce White）[22]

## 外籍院士
1. 詹姆斯·布莱恩特·科南特[23]
2. 卡尔·兰德施泰纳[24]